# فيصل أمين أبو راس
فيصل أمين أبو راس هو دبلوماسي، وسياسي يمني، تولى منصب سفير اليمن لدى لبنان (5 سبتمبر 2007–مارس 2011)
.
| المناصب السياسية | المناصب السياسية                               | المناصب السياسية |
| ---------------- | ---------------------------------------------- | ---------------- |
| سبقه             | سفير اليمن لدى لبنان 5 سبتمبر 2007 - مارس 2011 | تبعه             |